# Volkswagen Scirocco R-Cup
Volkswagen Scirocco R-Cup – niemiecka pucharowa seria wyścigowa organizowana przez Volkswagena i ADAC od 2010. Zastąpiła ona serię ADAC Volkswagen Polo Cup rozgrywaną w latach 2004–2009. Podczas danego sezonu odbywa się w sumie około 10 wyścigów na torach w Niemczech, Wielkiej Brytanii i Austrii. Wszyscy zawodnicy ścigają się jednakowymi Volkswagenami Scirocco.

## Dane techniczne
Dane techniczne Volkswagenów Scirocco używanych w pucharze:
- 4-cylindrowy turbodoładowany silnik na biogaz (instalacja CNG)
- 4 zawory na cylinder
- pojemność skokowa 1984 cm³
- moc silnika 165 kW (225 KM) przy 6000 obr./min.
- maksymalny moment obrotowy 275 Nm przy 3000 obr./min.
- system push-to-pass pozwalający na chwilowe zwiększenie mocy silnika do 202 kW (275 KM)
- 6-biegowa skrzynia biegów DSG z łopatkami przy kierownicy
- napęd przedni
- opony Dunlop 240/640-18
- masa własna 1210 kg

## System punktacji
| Pozycja | 1  | 2  | 3  | 4  | 5  | 6  | 7  | 8  | 9  | 10 | 11 | 12 | 13 | 14 | 15 | 16 | 17 | 18 | 19 | 20 |
| Punkty  | 60 | 48 | 40 | 34 | 32 | 30 | 28 | 26 | 24 | 22 | 20 | 18 | 16 | 14 | 12 | 10 | 8  | 6  | 4  | 2  |
| ------- | -- | -- | -- | -- | -- | -- | -- | -- | -- | -- | -- | -- | -- | -- | -- | -- | -- | -- | -- | -- |

W dwóch pierwszych wyścigach sezonu przyznawana jest tylko połowa punktów.

## Mistrzowie
| Rok  | Kierowca             |
| ---- | -------------------- |
| 2010 | Kris Heidorn         |
| 2011 | Mateusz Lisowski     |
| 2012 | Ola Nilsson          |
| 2013 | Kelvin van der Linde |
| 2014 | Jordan Pepper        |